# Manoppello

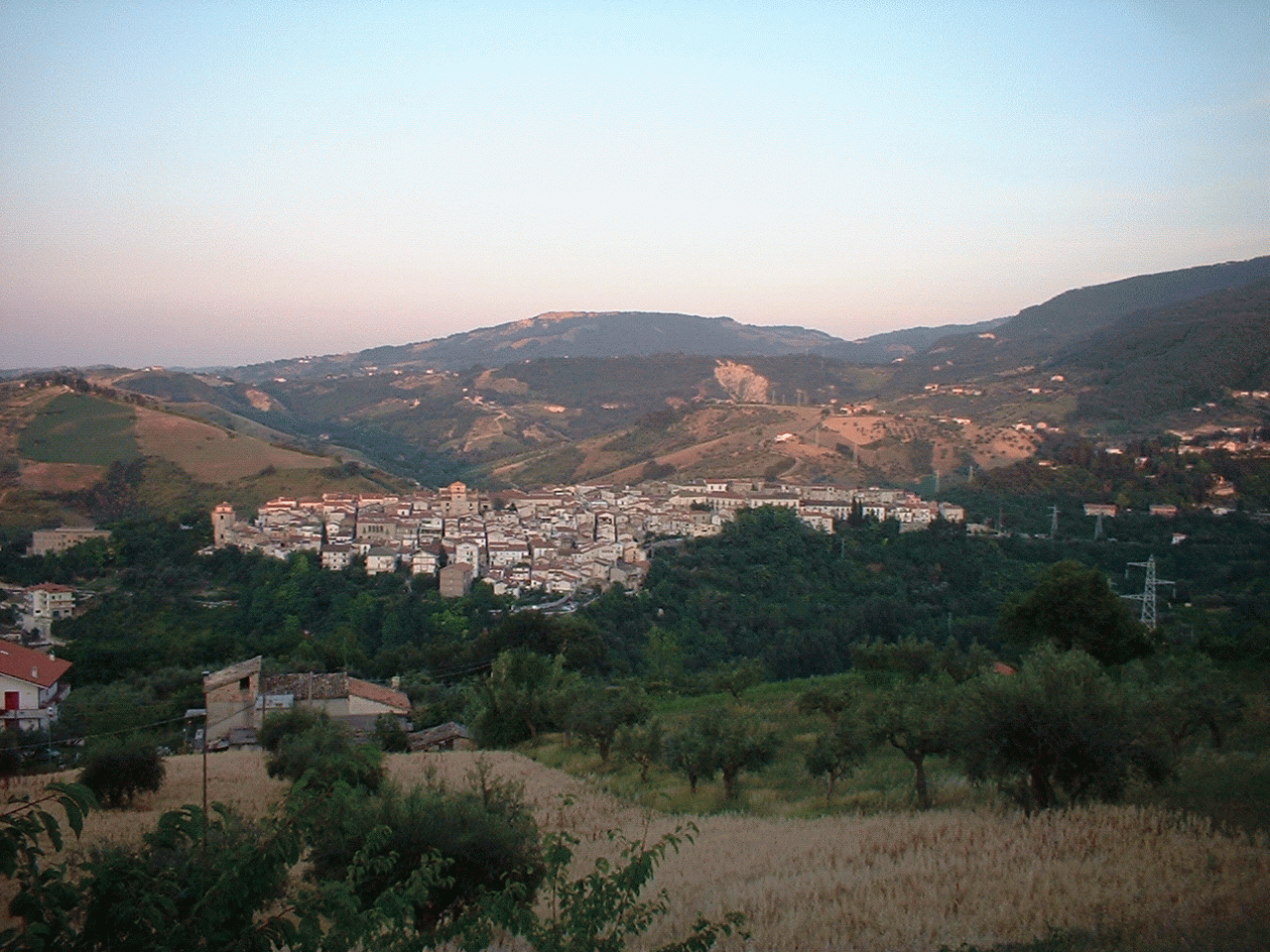
Manoppello

Manoppello (Manuppéllë en dialecte dels Abruços) és un poble italià de la província de Pescara, als Abruços, que el 2001 tenia 6.952 habitants. La població és coneguda turísticament per la Imatge de Manoppello que es considera una de les relíquies relacionades amb Jesús i l'Abadia de Santa Maria Arabona.

## El nom
L'origen del nom de la ciutat deriva de les paraules "manus" i "plere", és a dir 'mà plena', o bé de "manoppio", una paraula que significa la quantitat de gra que es pot mantenir entre els braços. La garba de blat indica la fertilitat de la terra, que en el passat, sobretot en l'època romana, garantia la prosperitat i l'abundància de collites.

## Història
L'actual centre de la ciutat es va construir a sobre de les ruïnes d'una antiga ciutat romana, ja que s'hi han trobat nombroses restes arqueològiques conservades al Museu Arqueològic Nacional d'Abruços Chieti, molts dels quals es troben a la zona que avui es coneix com la Vall Romana. Una de les troballes més importants que s'hi han fet és la d'una vila patrícia romana amb mosaics intactes, restaurada i oberta al públic.
El 8 d'agost del 1956 la ciutat va patir el desastre de Marcinelli de 1956. Es va produir un incendi en un dels eixos de la mina de carbó del Bois Du Cazier a Marcinelle, que va provocar la mort de 262 persones de 12 nacionalitats diferents, incloent 136 italians i 23 d'ells originaris Manoppello.

## Economia
Diverses empreses s'han establert al territori de Manoppello per la seva bona comunicació. Hi té una fàbrica i un magatzem l'americana Daytona Corporation, relacionada amb Pirelli. També hi ha Spa Novares, del grup Emsar Spa i Raicam Spa. Totes aquestes empreses estan relacionades amb l'automoció. També hi ha el centre de producció de coques típiques de la zona Luigi D'Amico Parrozzo Sas, i l'Interport d'Abruzzo.